# Pentila tochyroides
Pentila tochyroides är en fjärilsart som beskrevs av Suffert 1904. Pentila tochyroides ingår i släktet Pentila och familjen juvelvingar. Inga underarter finns listade i Catalogue of Life.